# 마필
마필(스페인어: Máfil)는 칠레 로스리오스 주 발디비아 현의 코무나이다.